# 汝南県
汝南県（じょなん-けん）は中華人民共和国河南省の駐馬店市に位置する県。

## 行政区画
- 街道:汝寧街道、三門閘街道、古塔街道、宿鴨湖街道
- 鎮:王崗鎮、梁祝鎮、和孝鎮、老君廟鎮、留盆鎮、金鋪鎮、東官荘鎮、常興鎮、羅店鎮、韓荘鎮、三橋鎮、張楼鎮
- 郷:南余店郷、板店郷